# Bezirksgemeinde Valmiera
Die Bezirksgemeinde Valmiera (lettisch Valmieras novads) – wie alle Novadi Lettlands in rechtlichem Sinne eine Großgemeinde – liegt im Norden Lettlands in der historischen Landschaft Vidzeme. 57.854 Einwohner lebten 2021 in der Bezirksgemeinde Valmiera.
Die Bezirksgemeinde entstand im Rahmen einer Verwaltungsreform zum 1. Juli 2021 durch den Zusammenschluss der Republik-Stadt Valmiera mit den Bezirken Beverīna, Burtnieki, Kocēni, Mazsalaca, Naukšēni, Rūjiena und Strenči, sodass sie, mit Ausnahme der Gemeinden um Strenči, dem Kreis Valmiera entspricht, der bis 2009 Bestand hatte.

## Geografie
Das Gebiet grenzt im Norden an Estland sowie von Westen gegen den Uhrzeigersinn nach Osten an die Bezirksgemeinden Limbaži, Cēsis, Smiltene und Valka.
Größter See ist der Burtnieker See, aus dem die Salaca fließt. Weitere große Flüsse in der Bezirksgemeinde sind die Rūja und Seda im Norden und die Gauja im Süden. Der Großteil der Bezirksgemeinde liegt im Biosphärenreservat Nord-Vidzeme. Im Süden ragt ein Teil des Nationalparks Gauja in die Bezirksgemeinde.

## Gemeindeteile
Die Bezirksgemeinde umfasst die fünf Städte (pilsētas) Mazsalaca, Rūjiena, Seda, Strenči und Valmiera sowie 26 Gemeinden (pagasti):
| - Bērzaine - Brenguļi - Burtnieki - Dikļi - Ēvele - Ipiķi - Jeri - Jērcēni - Kauguri | - Kocēni - Ķoņi - Lode - Matīši - Mazsalaca (Land) - Naukšēni - Plāņi - Ramata - Rencēni | - Sēļi - Skaņkalne - Trikāta - Vaidava - Valmiera (Land) - Vecate - Vilpulka - Zilaiskalns |

Valmiera hat den Titel „Republik-Stadt“ (republikas pilsēta) trotz Verlust der Eigenständigkeit behalten.

## Verkehr
Durch die Bezirksgemeinde verläuft die Bahnstrecke Riga–Valga mit Anschluss nach Estland. Wichtigste Straßenverbindung ist die Staatsstraße A3 von Inčukalns nach Valka am Grenzübergang nach Estland, die Teil der Europastraße 264 ist. Bei Valmiera und Kazruņģis in der Gemeinde Plāņi gibt es kleine Flugplätze.

## Nachweise
1. ↑  Law on Administrative Territories and Populated Areas, likumi.lt, abgerufen am 9. August 2021